# Oosterscheldekering

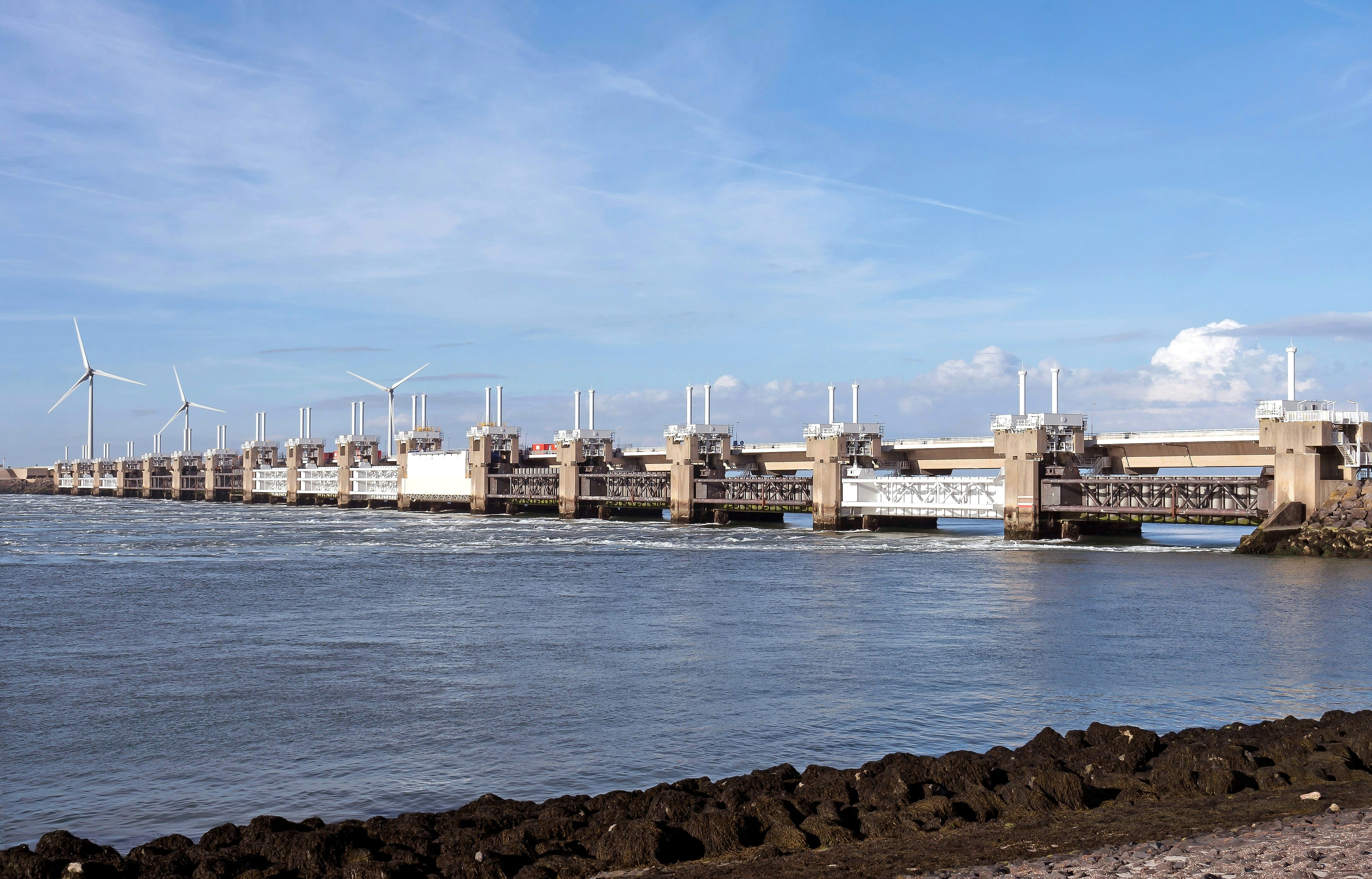
Seeseite des Sperrwerks

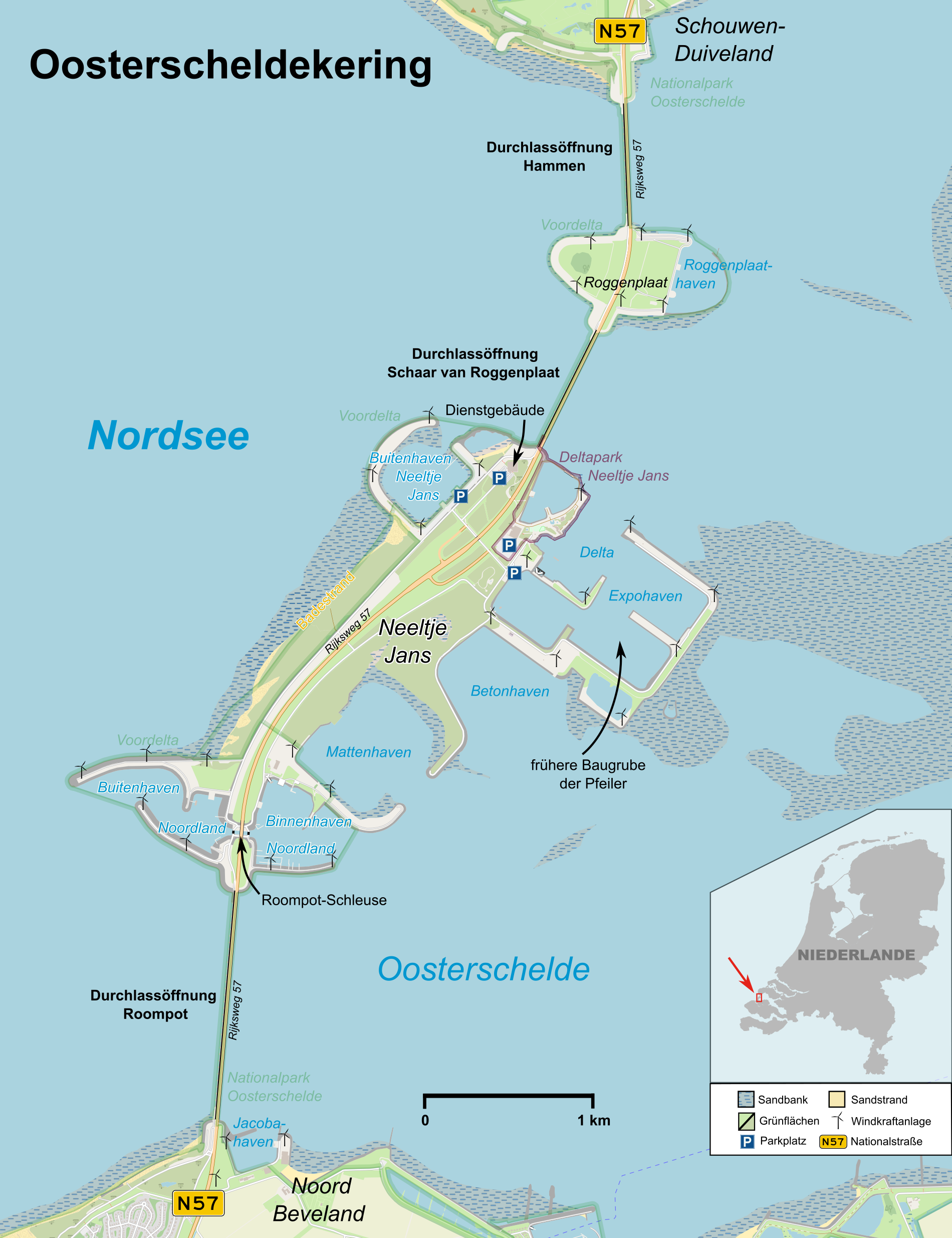
Karte der Oosterscheldekering

Das Oosterschelde-Sperrwerk (niederländisch Oosterscheldekering) ist Teil der Deltawerke, die hauptsächlich in der niederländischen Provinz Zeeland vor Sturmfluten und Hochwasser schützen sollen. Das Bauwerk, teils Deich und teils mobile Sperranlagen, wurde zwischen den Inseln Schouwen-Duiveland und Noord-Beveland errichtet.

## Geschichte
Die Oosterschelde sollte anfangs genauso wie andere Bereiche des Deltagebietes durch einen Abschlussdeich von der Nordsee abgetrennt werden. Dadurch wäre die Oosterschelde von den Gezeiten abgeschnitten worden. Im Laufe der Zeit hätte zudem Süßwasser das Salzwasser verdrängt, was sich massiv auf die gesamte Flora und Fauna ausgewirkt hätte. Insbesondere wären negative Auswirkungen auf die Muschel- und Austernzucht bei Yerseke zu erwarten gewesen.
Die gesamte Sperranlage ist neun Kilometer lang. Proteste nach der Fertigstellung der ersten fünf Kilometer bewirkten ein Umdenken der Regierung, so dass auf den restlichen vier Kilometern anstatt eines Abschlussdeiches eine Sturmflutsperre gebaut wurde. Bei Sturmfluten werden die Tore geschlossen, zu anderen Zeiten erreichen Ebbe und Flut die Oosterschelde weiterhin.
Insgesamt gibt es 65 Pfeiler, die bis 18.000 Tonnen schwer und bis zu 65 Meter hoch sind. Zwischen ihnen wurden 62 bewegliche Tafelschütze aufgehängt, die 42 Meter breit sind. Die Höhe der Schütze beträgt zwischen 5,9 und 11,9 Meter, die schwersten wiegen 500 Tonnen. Die Schütze können innerhalb einer Stunde geschlossen werden. Die Sturmflutwehr muss jährlich etwa einmal wegen entsprechender Wetterbedingungen geschlossen werden.
Die Pfeiler wurden in einem Trockendock als Hohlkörper gebaut und dann schwimmend an ihre Position gebracht. Um ein stabiles Fundament zu gewährleisten, wurden spezielle Kunststoffmatten entwickelt, die mit Steinen gefüllt auf dem Meeresboden ausgebracht wurden. Auf diese wurden dann die Türme abgesenkt, anschließend mit Sand aufgefüllt und von außen mit Steinen beschwert.
Der Bau der künstlichen Inseln begann 1969 mit Roggenplaat, der eigentliche Bau des Sperrwerks begann im April 1976. Das Oosterschelde-Sperrwerk wurde am 4. Oktober 1986 von Königin Beatrix seiner Bestimmung übergeben.
Auf der ehemaligen Arbeitsinsel Neeltje Jans wurde beizeiten ein Informationszentrum eingerichtet. Um dieses Zentrum wurde der Freizeitpark Deltapark Neeltje Jans gebaut, der mit Auto und Bus zu erreichen ist. Er bietet unter anderem eine Bootsfahrt auf der Nordsee an.
Am 5. Juli 2015 war die Anlage Ziel der zweiten Etappe der Tour de France.

## Bilder

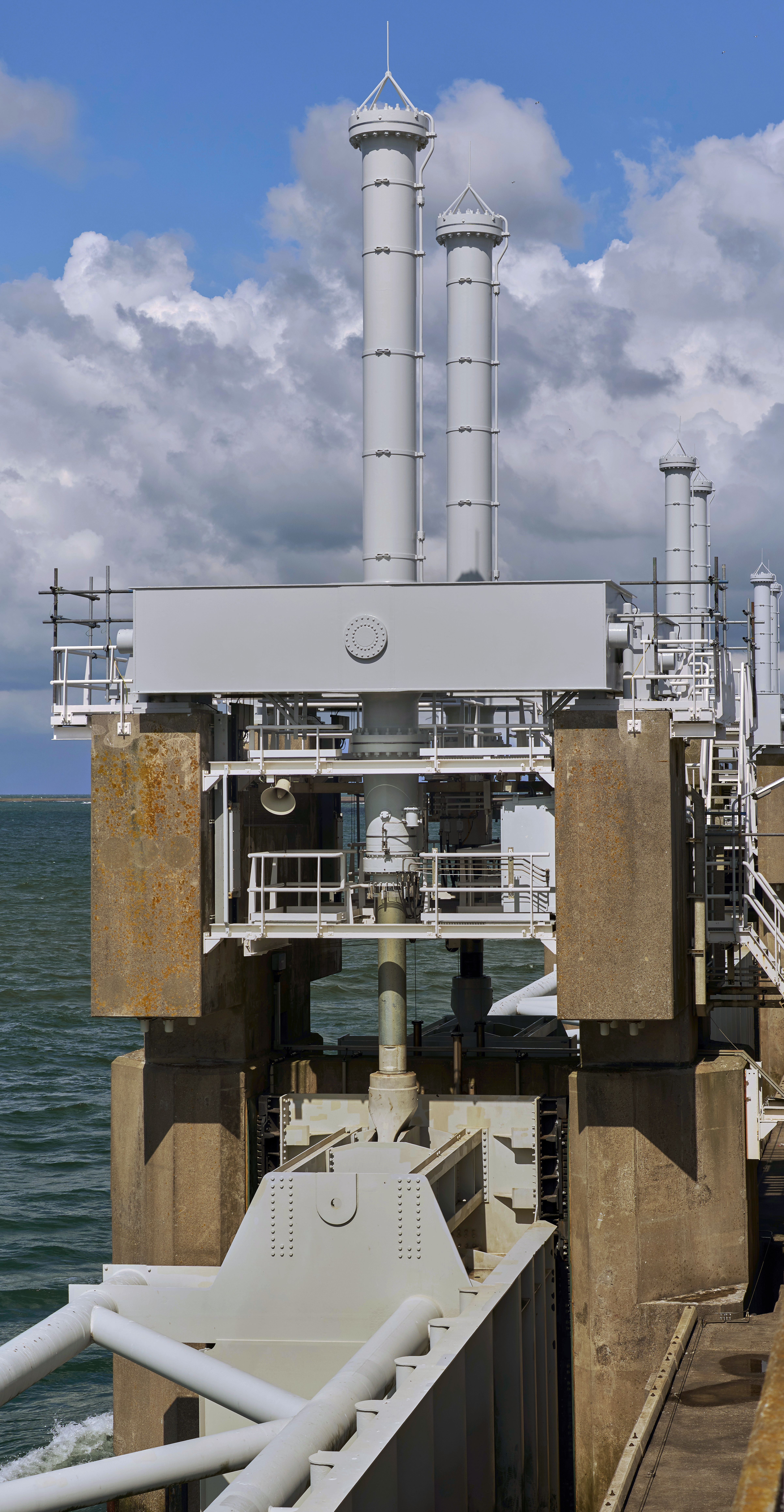
Einzelner Pfeiler
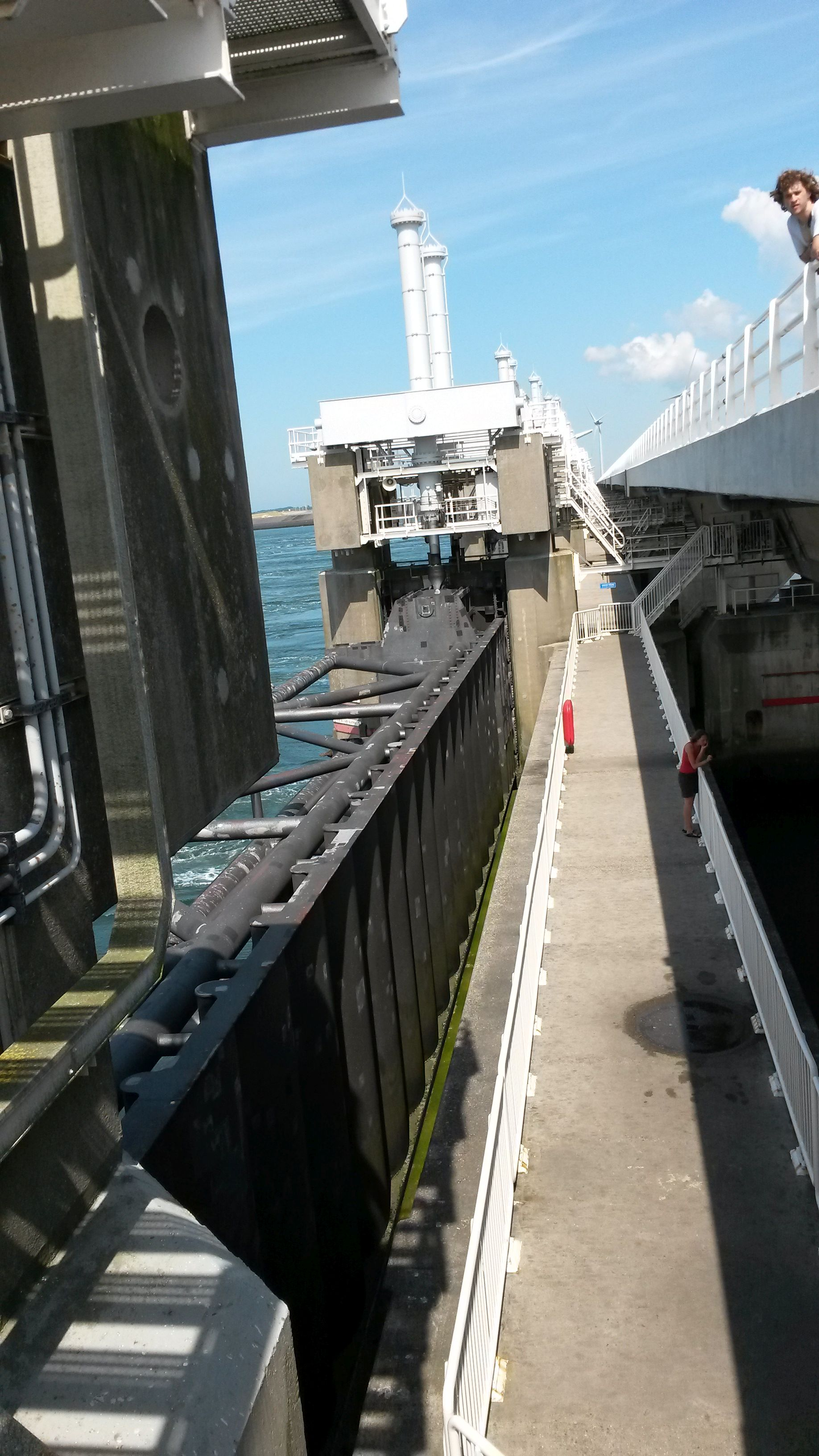
Detail
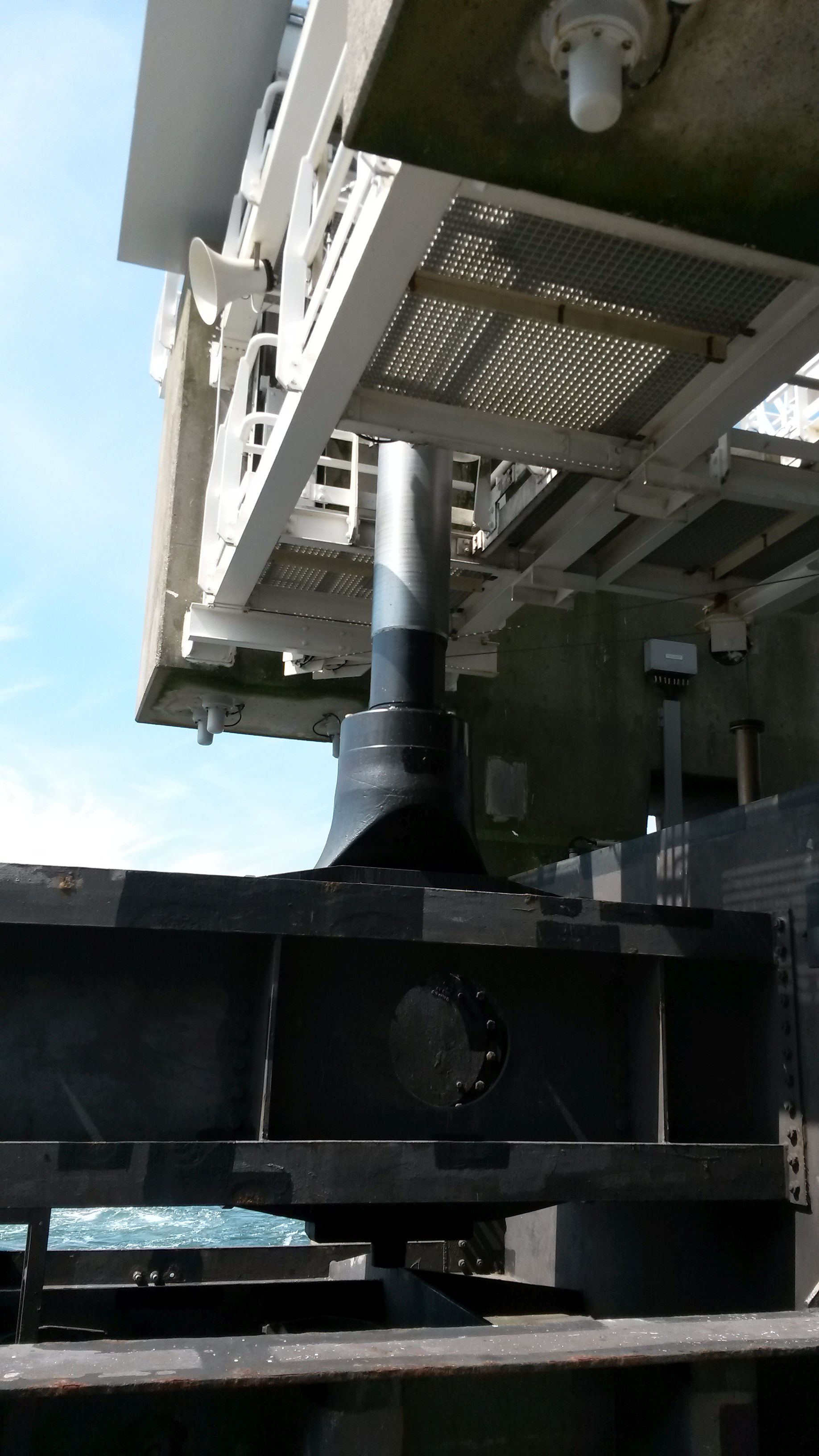
Hydraulikzylinder des Sperrwerks
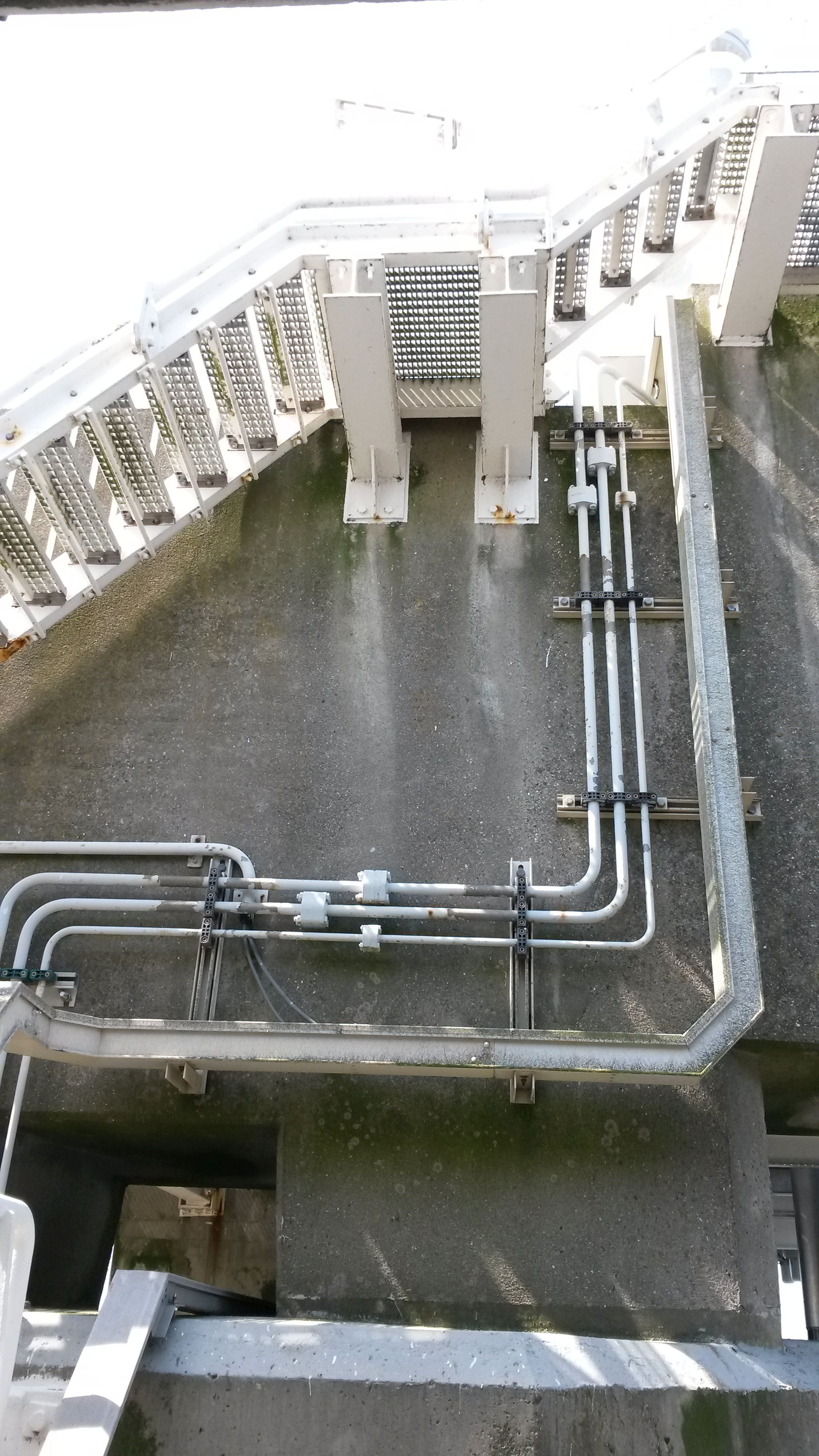
Elektroinstallation des Sperrwerks (Detail)
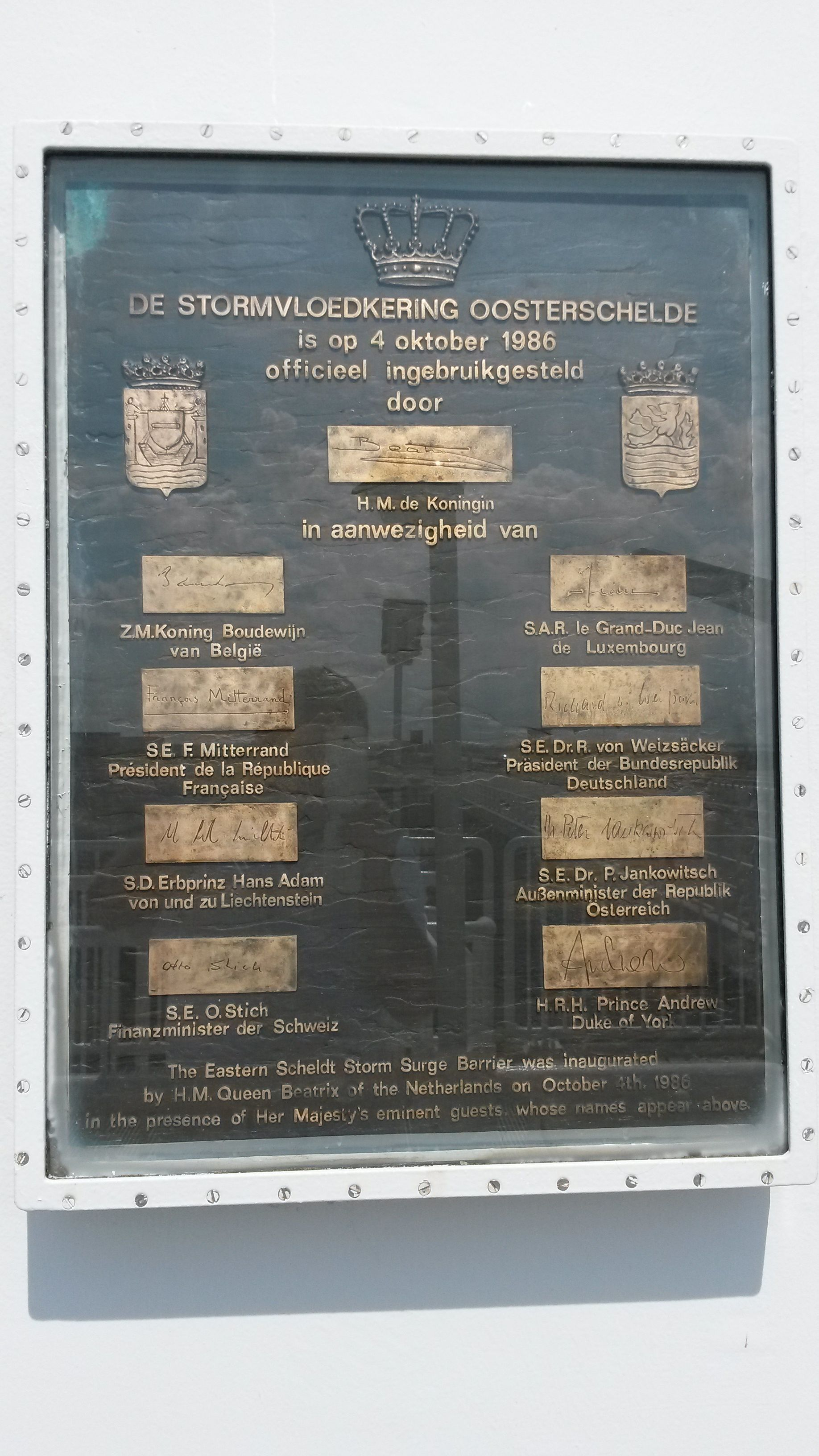
Unterschriftenwandtafel anlässlich der Eröffnung des Sperrwerks

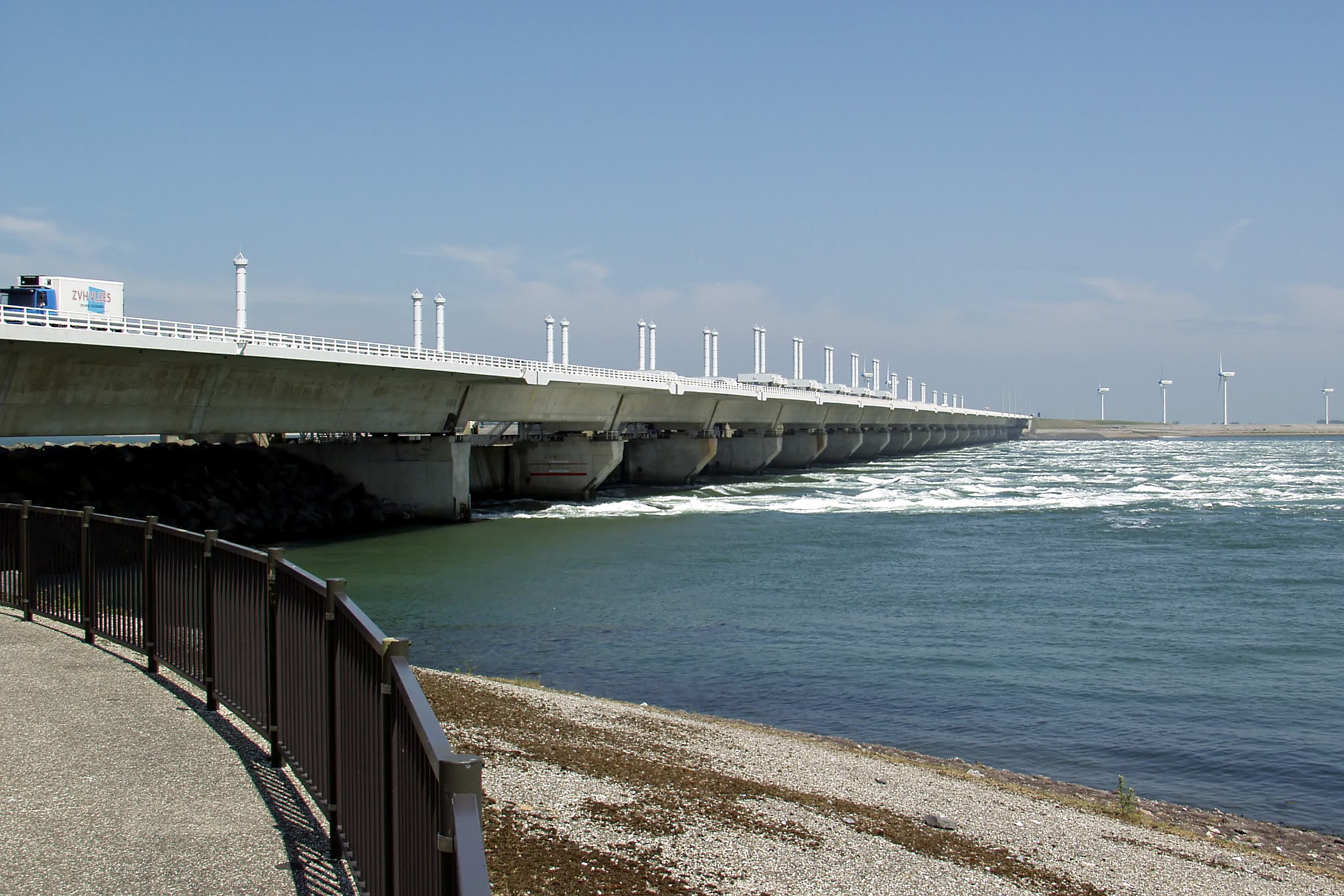
Landseite des Sperrwerks
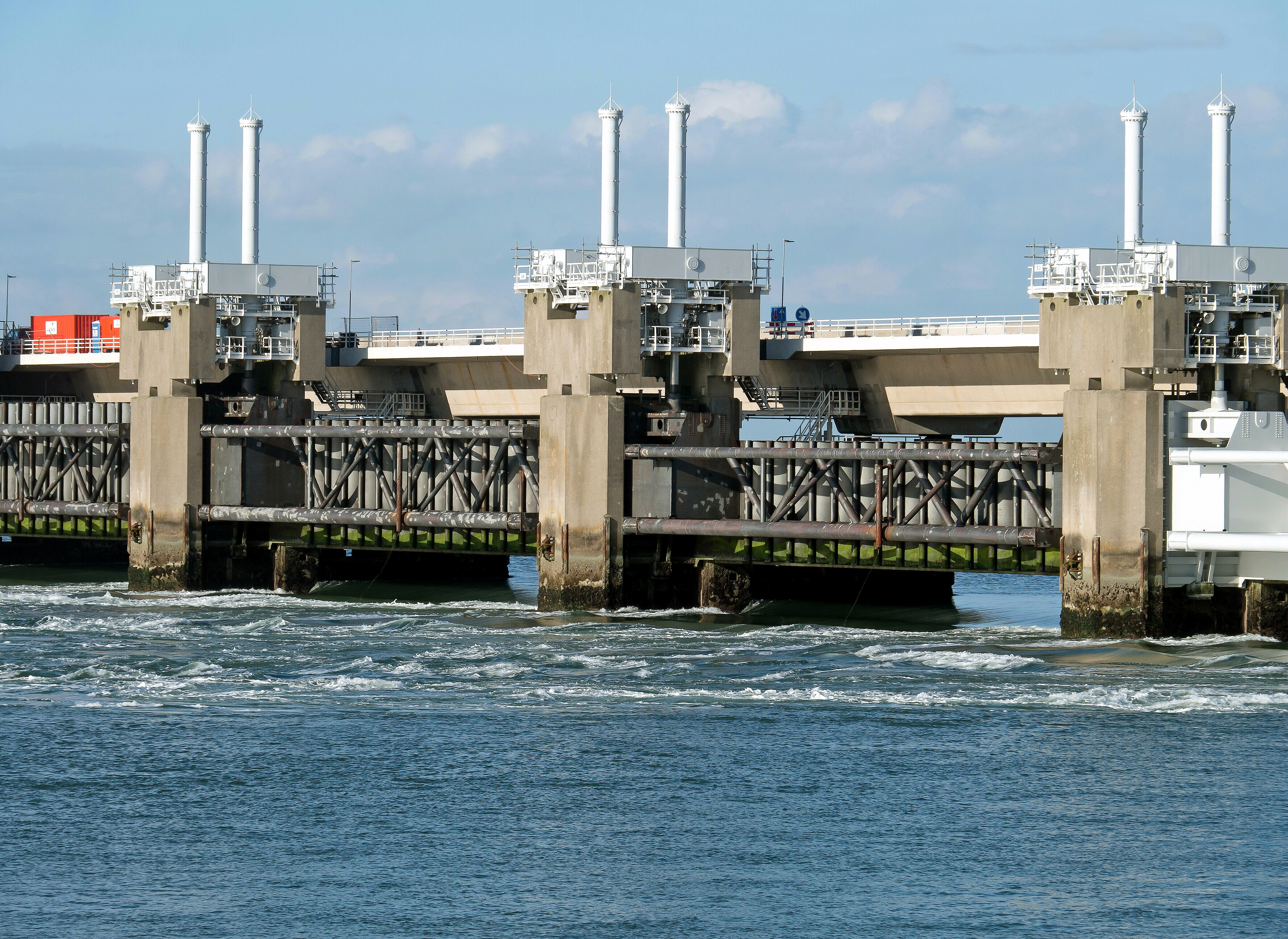
Detail des Sperrwerks
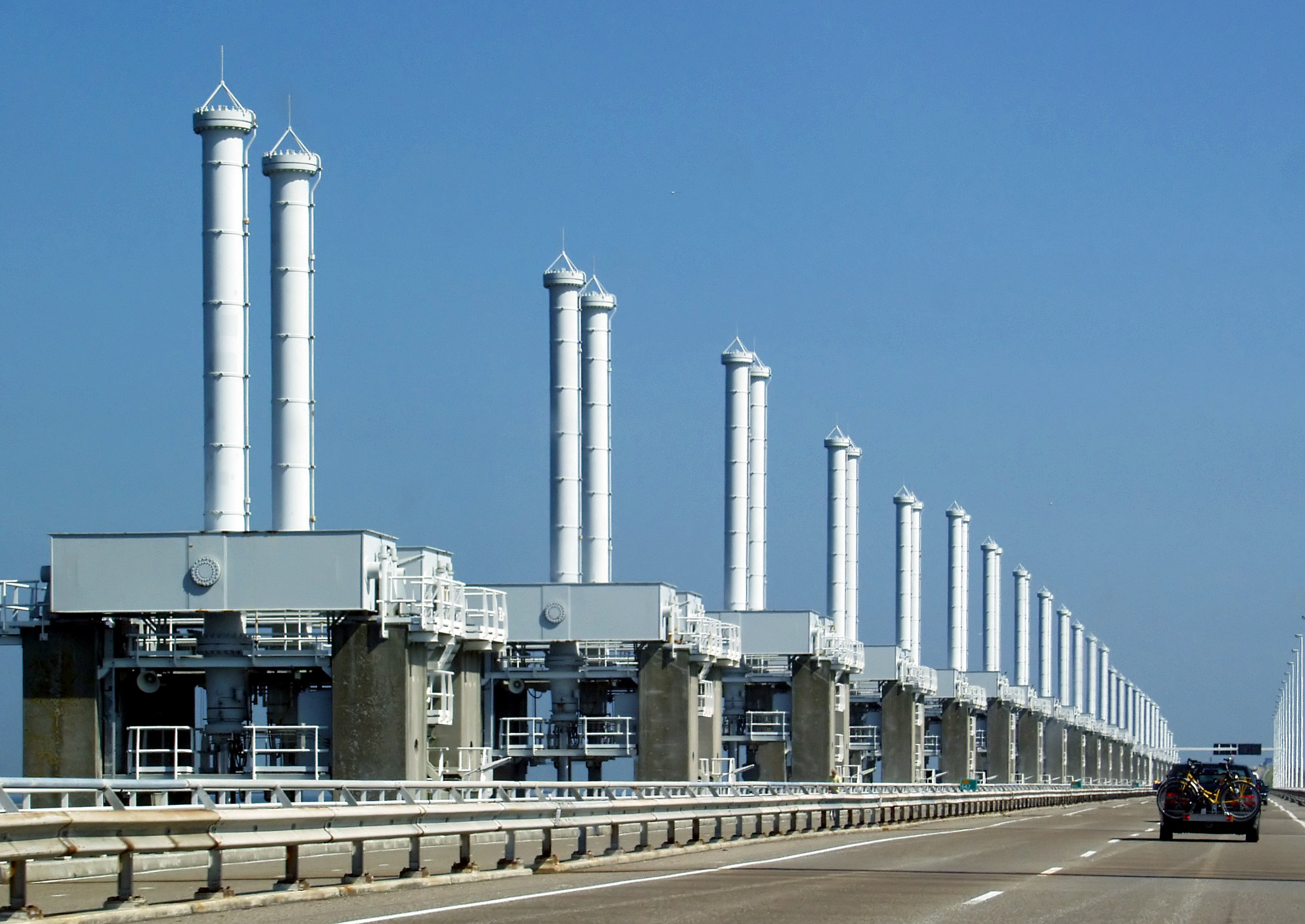
Straße auf dem Sperrwerk
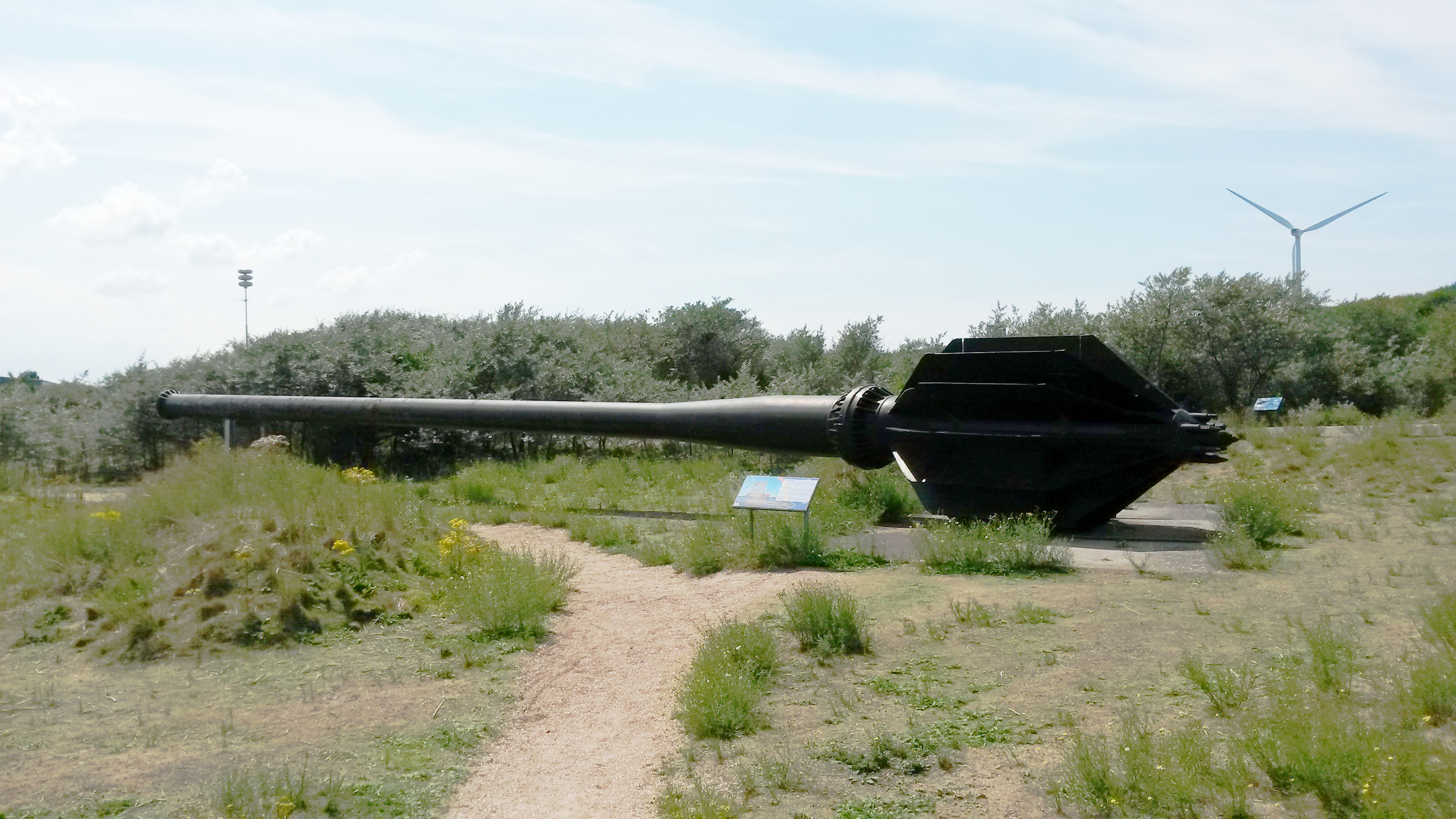
Zitternadeln wurden vom Schiff Mytilus zur Verdichtung des Bodens unter den Pfeilern eingesetzt
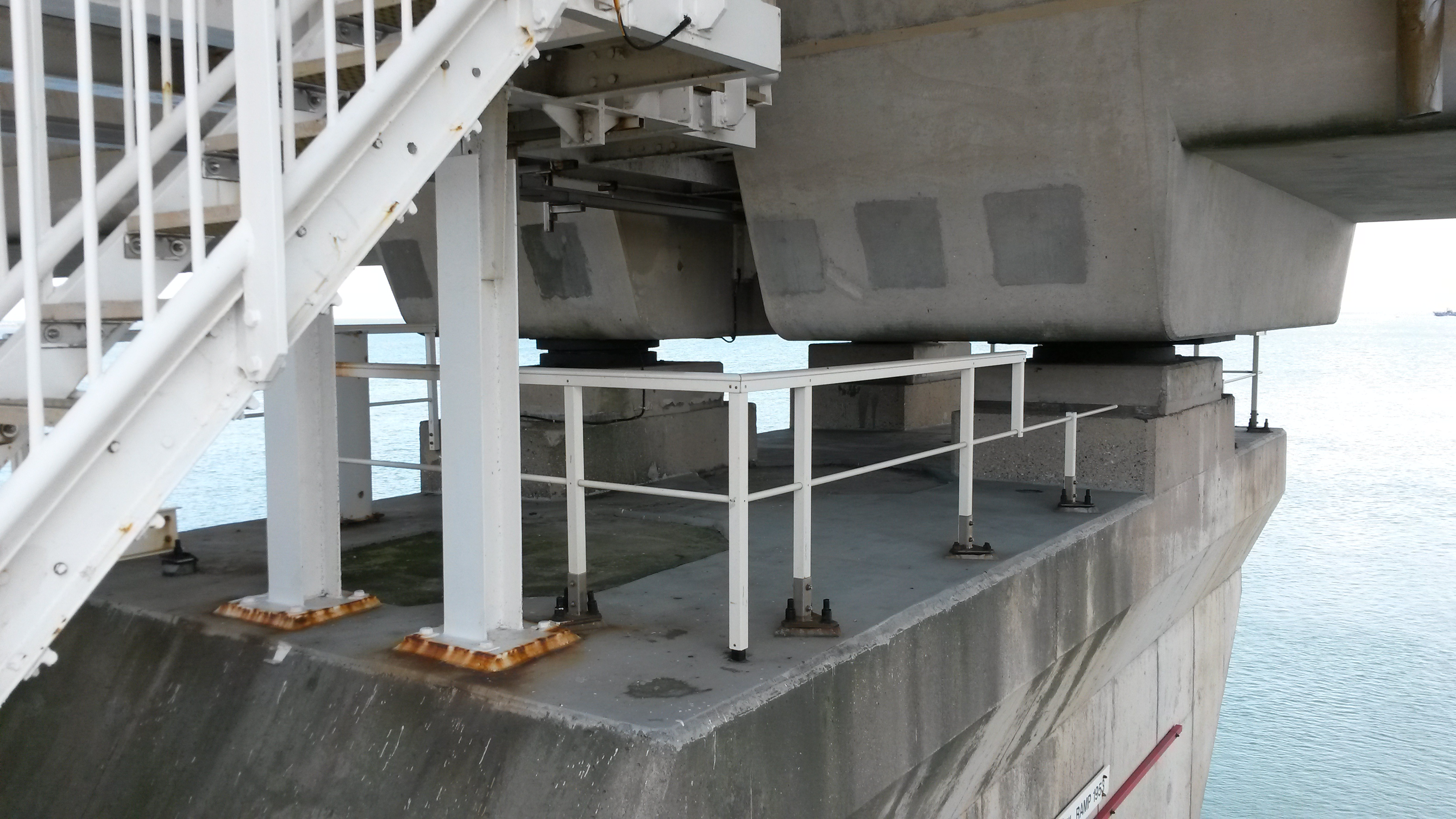
Brückenauflager
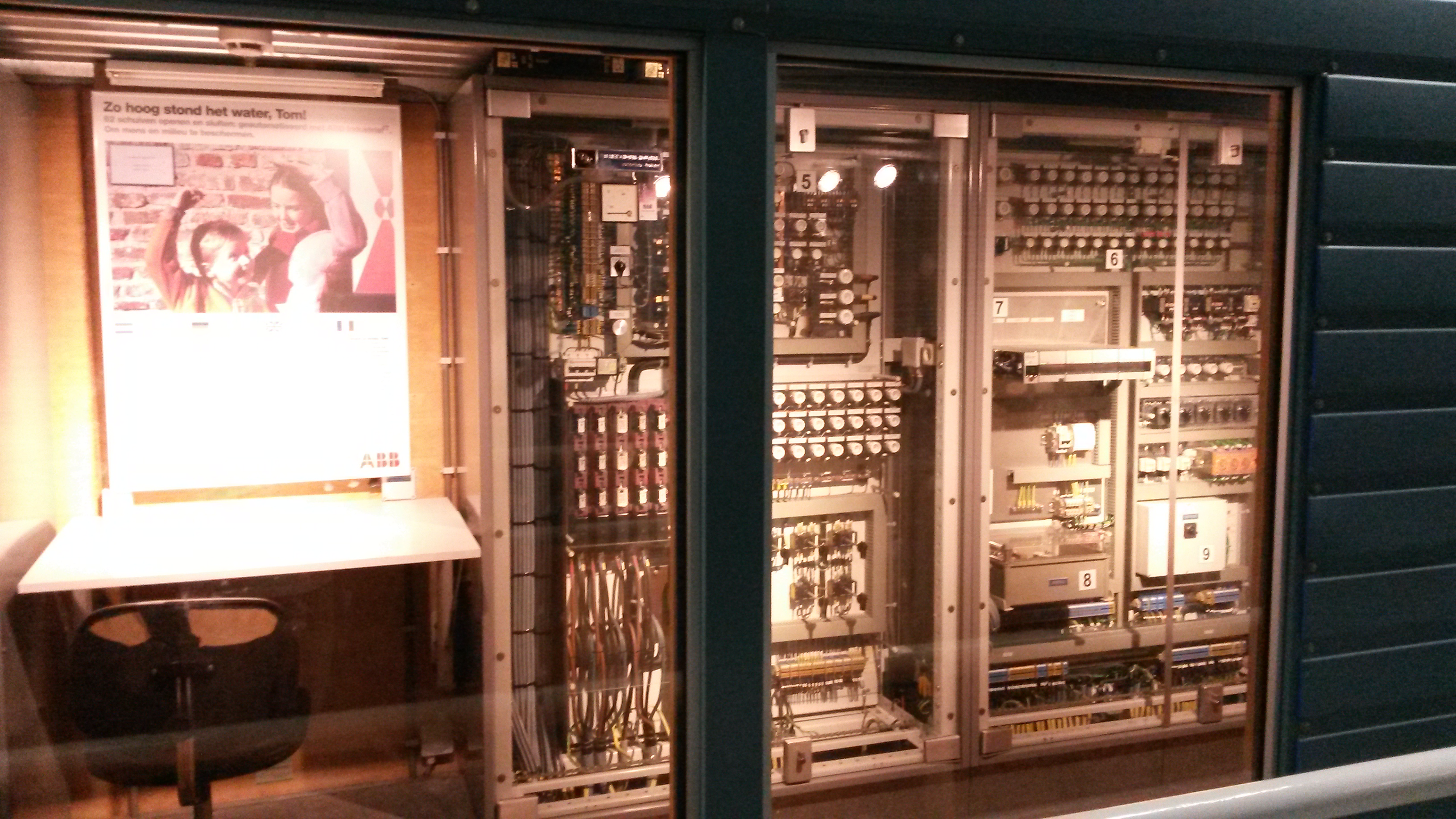
Elektrische Steuerung des Sperrwerks (Detail)